# Landgemeinde Ekenäs

Wappen der Landgemeinde Ekenäs

Die Landgemeinde Ekenäs (schwedisch Ekenäs landskommun, finnisch Tammisaaren maalaiskunta) ist eine ehemalige Gemeinde in der  südfinnischen Landschaft Uusimaa. Sie umfasste das Umland der Stadt Ekenäs. Die Landgemeinde Ekenäs hatte zuletzt eine Fläche von 126 km² und 2.183 Einwohner. Der Bevölkerungsanteil der Finnlandschweden lag 1960 bei 88 %. Im Jahr 1977 wurde die Landgemeinde Ekenäs zusammen mit der Gemeinde Snappertuna in die Stadt Ekenäs eingemeindet. Diese vereinigte sich wiederum Anfang 2009 mit der Stadt Karis und der Gemeinde Pohja zur Stadt Raseborg.